# Vliegbasis Tengah
Vliegbasis Tengah (Maleis: Pangkalan Udara Tengah, Chinees: 登加空军基地, Tamil: தெங்கா வான்படைத் தளம்) (vroeger bekend als RAF Tengah) is de belangrijkste vliegbasis van de luchtmacht van de Republiek Singapore. Het motto van de basis is Altijd waakzaam.

## Geschiedenis

### Japanse bezetting
Tengah werd in 1939 gebouwd door de Engelse Royal Air Force. Het vliegveld werd begin 1942 gebombardeerd door zeventien Japanse bommenwerpers die, kort nadat de Slag om Singapore begonnen was, de eerste luchtaanval uitvoerden op Singapore. Het was het eerste vliegveld dat veroverd werd door de Japanse troepen. Na de Japanse verovering van Singapore kwam Tengah in gebruik bij de luchtmacht van het Japans Keizerlijk Leger, terwijl de Japanse Keizerlijke Marineluchtmacht de RAF bases Sembawang en Seletar in gebruik nam.

### Communistische opstand
In 1948 begon in Maleisië een guerrillaoorlog onder leiding van communisten die naar onafhankelijkheid streefden. Tengah werd gebruikt als basis door de Royal Air Force en de Royal Australian Air Force. Ze voerden bombardementen uit op guerillakampen en schuilplaatsen van de communistische partij die verscholen lagen op moeilijk bereikbare plaatsen in het oerwoud. Gevechtsvliegtuigen van het Britse Gemenebest bleven op Tengah gestationeerd tot de overdracht van het vliegveld aan Singapore in 1971.

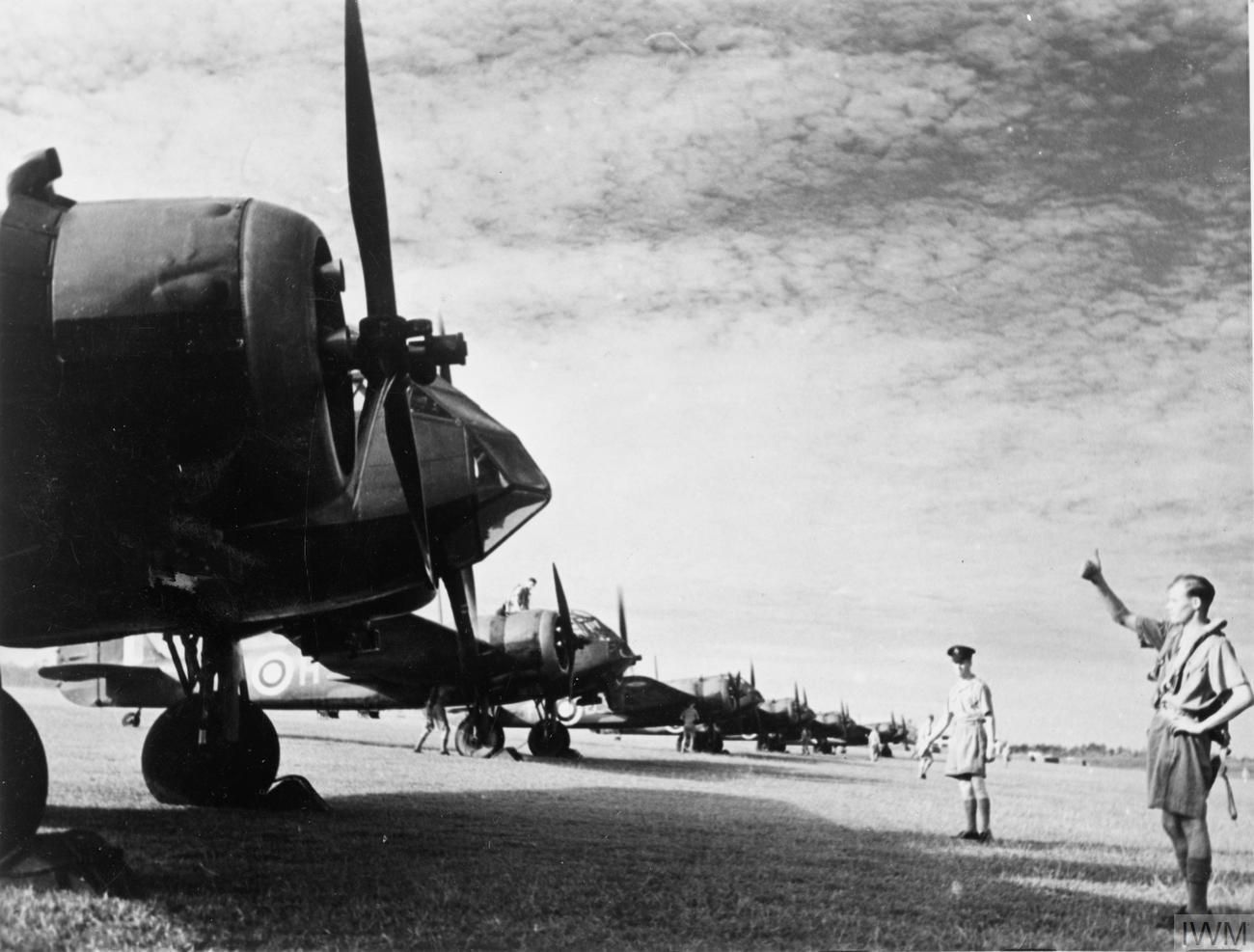
Blenheims van de RAF op Tengah, februari 1941